# Acroporium rigens
Acroporium rigens là một loài Rêu trong họ Sematophyllaceae. Loài này được (Broth. ex Dixon) Dixon mô tả khoa học đầu tiên năm 1924.